# 联合国可持续发展集团
联合国可持续发展集团（英語：United Nations Sustainable Development Group, UNSDG）是一个由36个联合国基金、方案、专门机构、部门和办事处组成的联合体。联合国发展集团目前在162个国家和地区发展活动的协调工作，以提高联合国指导、支持、跟踪和监督162个国家和地区发展活动的协调工作的效率。
其战略重点是响应三年期全面政策审查（TCPR）（2008年成为四年期全面政策审查（QCPR））和全球发展重点，并确保联合国发展系统更加注重内部和连贯性。联合国可持续发展目标的战略重点为联合国可持续发展目标成员在全球、区域和国家层面的努力提供了方向，以促进联合国在国家层面的支持质量和影响的逐步改变。 UNSDG（当时的 UNDG）是参与制定2015年后发展议程的主要联合国参与者之一，该议程影响了可持续发展目标的制定。 联合国发展集团于2018年1月更名为联合国可持续发展集团。

## 历史
联合国可持续发展集团前身为联合国发展集团，于2018年重组为现状。
1997年，联合国内部呼吁将所有致力于发展问题的联合国机构召集在一起；因为许多联合国开发计划署、基金和专门机构正在蚕食彼此的活动。  “一体行动”倡议尤其如此。 最初的提议是将联合国儿童基金会、世界粮食计划署和联合国人口基金并入联合国开发计划署。最后，时任秘书长科菲·安南努力组建了联合国发展集团，并赢得了联合国开发计划署时任署长詹姆斯·斯佩思的赞誉。 

## 组成机构
以下是联合国可持续发展集团目前的的组成部分，截至2022年1月，共有以下成员：
- 粮食及农业组织（FAO）
- 国际农业发展基金（农发基金）
- 國際勞工組織（ILO）
- 國際移民組織（IOM）
- 国际贸易中心（ITC）
- 国际电信联盟（ITU）
- 聯合國人道事務協調廳（OCHA）
- 联合国人权事务高级专员办事处（OHCHR）
- 联合国艾滋病联合规划署（UNAIDS）
- 联合国贸易和发展会议（UNCTAD）
- 聯合國經濟與社會事務部（UN DESA）
- 联合国开发计划署（UNDP）/聯合國資本發展基金（UNCDF）/聯合國義工（UNV）
- 聯合國政治事務部（UN DPA）
- 聯合國非洲經濟委員會（UN ECA）
- 联合国欧洲经济委员会（UNECE）
- 拉丁美洲和加勒比经济委员会（UN ECLAC）
- 联合国环境署
- 联合国亚洲及太平洋经济社会委员会
- 联合国教育、科学及文化组织（UNSECO）
- 西亚经济社会委员会（UN ESCWA）
- 联合国人口基金
- 聯合國人居署
- 联合国难民署（UNHCR）
- 联合国儿童基金会（UNICEF）
- 联合国工业发展组织
- 聯合國減少災害風險辦公室（UNDRR）
- 聯合國毒品和犯罪問題辦公室
- 聯合國專案事務廳（UNOPS）
- 联合国建设和平支助办公室（UN PBSO）
- 聯合國近東巴勒斯坦難民救濟和工程處
- 联合国妇女署
- 世界旅游组织（UNWTO）
- 世界糧食計劃署（WEP）
- 世界卫生组织（WHO）
- 世界气象组织（WMO）

截至2019年3月，以下组织的成员资格正在等待联合国可持续发展集团的确认：
- 国际原子能机构（IAEA）
- 国际民用航空组织（ICAO）
- 國際海事組織（IMO）
- 萬國郵政聯盟（UPU）
- 世界知识产权组织

## 领导
现任可持续发展集团主席为阿米娜·穆罕默德常务副秘书长。联合国经济及社会理事会和联合国大会为联合国可持续发展目标提供监督和授权。 联合国可持续发展集团由大会经济和金融委员会（第二委员会）监督。联合国可持续发展目标向联大提供了《2006年联合国系统发展业务活动筹资综合统计分析》、《2007年联合国系统发展业务活动筹资综合统计分析》等报告。